# Anacamptis boryi
Espèce
Statut de conservation UICN

 VU B1ab(iii) : Vulnérable
Anacamptis boryi est une espèce de plantes à fleurs de la famille des Orchidaceae. C'est une orchidée endémique du sud de la Grèce.